# Штатштајнах
Штатштајнах (њем. Stadtsteinach) град је у њемачкој савезној држави Баварска. Једно је од 22 општинска средишта округа Кулмбах. Према процјени из 2010. у граду је живјело 3.348 становника. Посједује регионалну шифру (AGS) 9477156.

## Географски и демографски подаци
Штатштајнах се налази у савезној држави Баварска у округу Кулмбах. Град се налази на надморској висини од 351 метра. Површина општине износи 39,8 km². У самом граду је, према процјени из 2010. године, живјело 3.348 становника. Просјечна густина становништва износи 84 становника/km².